# كأس الدوري الياباني 2010
كأس الدوري الياباني 2010 (باليابانية: 2010年のJリーグカップ) هو الموسم 18 من كأس الدوري الياباني. أشرف على تنظيمه اتحاد اليابان لكرة القدم، وكان عدد الأندية المشاركة فيه 18، وفاز فيه جوبيلو إيواتا.